# موش کور حشره‌خوار اندرسون
موش کور حشره‌خوار اندرسون (نام علمی: Uropsilus andersoni) نام یک گونه از سرده موش کورهای حشره‌خوار است.